# 10 Admiral Grove
10 Admiral Grove is een huis in Liverpool. Hier woonde de Beatles-drummer Ringo Starr gedurende zijn kindertijd van circa 1946 tot 1963
Nadat zijn ouders scheidden, kwam hij op driejarige leeftijd op dit adres aan 10 Admiral Grove te wonen. Het is een rijtjeshuis in het stadsdeel Dingle. In de documentaire The Mersey Sound (1963) is het huis te zien, terwijl een uitzinnige menigte hem en George Harrison omringen. In 1963 vond ook de doorbraak van The Beatles plaats en verliet Starr, eigenlijk Richard Starkey, deze woning. Zijn ouders vertrokken later naar de wijk Gateacre.
In het lied Liverpool 8 vereeuwigde Ringo Starr deze straat en ook Madryn Street, waar hij op nummer 9 geboren werd. Hierin zingt hij Liverpool I left you, said 'goodbye' to Madryn Street aan het begin van het lied en sluit hij het laatste couplet af met Admiral Grove als vervangende straatnaam.
Het huis werd in 2016 tijdens een veiling gekocht door een Beatlefan. Ervoor had ze ook al het huis van de moeder van John Lennon gekocht, evenals het huis van George Harrison in de wijk Speke.